# Monomma zavattarii
Monomma zavattarii là một loài bọ cánh cứng trong họ Zopheridae. Loài này được Pic miêu tả khoa học năm 1952.